# Купонна система
Купонната система е непазарен метод за разпределение на храна и други стоки при възникнал дефицит, обикновено по време на война или друго извънредно положение, както и като форма на социална помощ. При него държавата установява монопол или поема частичен контрол върху разпределението на съответните стоки и издава и разпределя между населението купони, приносителят на които получава правото да закупи определени количества от тях. За пръв път е въведена по време на якобинската диктатура във Франция през годините 1793 - 1797, но предшественикът й са така наречените „тессери“ за хлебни дажби, въведени в Древен Рим. Днес тя съществува в Куба и Северна Корея.

## В България
В България купонна система е въведена от правителството на Богдан Филов в края на 1940 година, заради нарастващия дефицит на определени стоки по време на Втората световна война.
В първите години на комунистическия режим купонната система е превърната в средство за политически репресии, включително за натиск за провеждане на колективизацията. Купоните за храни предвиждат неколкократно по-ниски количества за хората в селата, в сравнение с градовете. Освен това те се разпределят от местните власти, които по собствена преценка намаляват купоните или напълно лишават от тях хора, които смятат за политически неблагонадеждни. Купонната система е ограничена през 1951 година и напълно премахната през 1953 година.
В кулминацията на Дълговата криза през 1990 година правителството на Андрей Луканов въвежда купонна система за основни храни и горива.